# Mario Musella
Mario Musella (Napoli, 1º aprile 1945 – Marano di Napoli, 6 ottobre 1979) è stato un musicista e cantante italiano.

## Biografia
Originario di Piscinola, figlio di madre napoletana e di un soldato statunitense di sangue cherokee (Russel B. Locklear), Musella ha iniziato la sua attività musicale nei primi anni sessanta assieme all'amico James Senese (anche lui "figlio della guerra"): i due formano fra Terzigno e Aversa gruppi musicali quali "Gigi e i suoi Aster" e "Vito Russo e i 4 Conny", per poi fondare nel 1966 con lo stesso Senese, Franco Del Prete, Luciano Maglioccola, Elio D'Anna e Giuseppe Botta gli Showmen.
Gli Showmen produrranno canzoni come la cover Un'ora sola ti vorrei, "Gloria, ricchezza e te", "Sto cercando", "Mi sei entrata nel cuore", "Marzo/Catarì" (di Salvatore Di Giacomo), "Tu sei bella come sei", "Non si può leggere nel cuore".
Nel 1970 il gruppo si è sciolto: gli altri elementi continuarono la loro esperienza con nuovi gruppi, mentre Musella ha continuato come solista: "Io l'amo di più", "Storia d'amore", "Come pioveva" (Armando Gill), "La notte sogno ancora te", "Primavera", "Verso le nove di sera", "Domani tra un anno chissà", e i suoi grandi successi con il tastierista Silvio Iaccarino, Enzo Avitabile al sax, con il chitarrista Mario Izzo e altri del vesuviano.
Muore di cirrosi epatica a soli 34 anni, il 6 Ottobre 1979. Viene tumulato nel cimitero di Miano alle porte di Napoli.
Nel 1980 Pino Daniele dedica a lui il suo terzo lavoro discografico "Nero a metà", ed Enzo Avitabile il brano "Dolce Sweet M" contenuto nel suo primo long playing "Avitabile" nel 1982.
Nel 2012 l'etichetta Suonidelsud di Peppe Ponti pubblica Arrivederci, album di Musella registrato nel 1975 per la King di Aurelio Fierro, ma rimasto inedito; in esso suonano musicisti come Pino Daniele, Enzo Avitabile, Mario Izzo (chitarra), Silvio Iaccarino (tastiere). Tra i brani vi è il brano omonimo, cover della celebre canzone di Umberto Bindi e Giorgio Calabrese. L'album viene presentato ai Discodays.
Nel suo quartiere nativo gli è stato dedicato un parco pubblico e i suoi concittadini riuniti in un comitato si interessano alla sua cura e salvaguardia. A Marano di Napoli, dove si era trasferito negli ultimi anni, è stata intitolata a lui la strada dello stadio e del Palazzetto dello Sport, nei pressi dei confini comunali con Mugnano di Napoli e il quartiere Chiaiano di Napoli. Dal 2009 si svolge a Napoli il premio Mario Musella dedicato alla sua memoria e alle canzoni che portò al successo. Dal 2024 all'interno della "San Castrese Selecta" rassegna dedicata alle nuove tendenze della musica, è stato istituito il "Mario Musella Prize" assegnato ad artisti o progetti che si distinguono per qualità, originalità o per aver avviato nuovi percorsi.

## Discografia

### Con I Sognatori

#### Singoli
- 1962 – Tessy/Domani (EMG, DN 140)

### Con Vito Russo e i 4 Conny

#### Singoli
- 1964 - Twist sulla luna/Nu'poco'e te
- 1964 - Brivido/Relax  (KappaO)
- 1964 - La bottiglia/Ce l'hai o non ce l'hai  (KappaO)
- 1966 - Sola sulla spiaggia/Se vuoi tu (KappaO)
- 1967 - Diciott'anne/L'ultima sera d'ammore (King, AFK 56057)

### Con gli Showmen

#### Album in studio
- 1969 - The Showmen (RCA Italiana, PSL 10436)
- 1970 - The Showmen (RCA Italiana, PSL 10466)

#### Singoli
- 1967 - Credi credi in me/Basta che mi vuoi (RCA Italiana, PM 3418)
- 1967 - Un'ora sola ti vorrei/Ma perché ami il gatto? (RCA Italiana, PM 3428)
- 1968 - Non si può leggere nel cuore/Di questo amore non parlo mai (RCA Italiana, PM 3454)
- 1968 - Gloria, ricchezza e te/Voglio restare solo (RCA Italiana, PM 3468)
- 1969 - Tu sei bella come sei/Dedicato a te (RCA Italiana, PM 3483)
- 1969 - Sto cercando/Confessione (RCA Italiana, PM 3489)
- 1970 - Mi sei entrata nel cuore/Ci crederesti se... (RCA Italiana, PM 3530)

### Da solista

#### Album/Cassette
- 1973 - Come pioveva (BBB, BSBL 0006; pubblicato come Mario degli Showmen)
- 2012 - Arrivederci (Suonidelsud, SDS28LP)
- xxxx - Come pioveva (Showmusic Records, SM002/C; pubblicato come Mario degli Showmen)

#### Singoli
- 1972 - Io l'amo di più/Storia d'amore (BBB, M.M. 0001; pubblicato come Mario Musella)
- 1973 - Come pioveva/La notte sogno ancora te (BBB, BSB 006; pubblicato come Mario degli Showmen)
- 1974 - Primavera/verso le nove di sera (BBB, BSC 998; pubblicato come Mario degli Showmen)
- 1975 - Innamorata mai/Domani, tra un anno...chissà (King Universal, NSP 56146)
- 1975 - Arrivederci/Domani, tra un anno... chissà (King Universal, AFK 56151)
- 1986 - I Love You (United, UR 12), con i brani Come pioveva e Io l'amo di più, pubblicato in Grecia